# John Boland (écrivain)
Pour les articles homonymes, voir John Boland et Boland (homonymie).
John Boland, né le 12 février 1913 à Birmingham, et mort le 9 novembre 1976, à San Mateo, Californie, est un auteur britannique de roman policier et de science-fiction.

## Biographie
Après ses études dans des institutions privées, il exerce divers petits métiers: agriculteur, matelot, bûcheron, cheminot, ouvrier d’usine, vendeur.  Pendant la Deuxième Guerre mondiale, il sert dans l’artillerie. Démobilisé, il est agent publicitaire, puis travaille dans la vente de pièces automobiles.
Sa carrière littéraire s’amorce en 1955 avec la publication de White August.  Il s’agit d’un roman de science-fiction où le dérèglement du climat génère des catastrophes provoquant d’abondantes chutes de neige au mois d’août. Le succès du livre convainc Boland de devenir écrivain à plein temps à partir de 1956.
En littérature policière, il est surtout connu pour la série qui met en scène la « Ligue des Gentlemen », une équipe de spécialistes en braquage de banque, recrutée parmi d’anciens officiers radiés de l’armée par l’ancien colonel John Norman Hyde. Série hautement humoristique et irrévérencieuse, elle permet de suivre ces « gentlemen » dans l’élaboration et l’exécution de leur plan mené comme s’il s’agissait d’un commando attaquant une place forte de l’ennemi, mais sans verser une seule goutte de sang. Le premier titre de la série paru en 1960, Braquez, messieurs ! (The League of Gentlemen) a été adapté au cinéma en l’année même de sa parution par Basil Dearden. L'autre série, moins connue, de Boland est centrée sur Counterpol, une soi-disant firme de consultants dirigée par Kim Smith, qui est en fait une entreprise clandestine en cambriolages haut de gamme. Dans Counterpol in Paris, le groupe reçoit le contrat de voler une couronne sertie de pierres précieuses au Musée du Louvre, ce que le groupe entend exécuter à l'aide d'une catapulte qu'il enverrait l'objet précieux à travers une fenêtre. L'humour lorgne ici vers le slapstick bien qu'en contrepoint le roman multiplie les allusions à la Guerre d'Algérie.
Professeur de cours pour des écrivains pendant l’été, Boland, qui a été scripteur pour la radio, la télévision et le cinéma, a également donné quelques pièces de théâtre et des ouvrages sur les techniques de l’écriture. 

## Œuvre

### Romans

#### SérieLa Ligue des Gentlemen
- The League of Gentlemen (1960) Publié en français sous le titre Braquez, messieurs !, Paris, Plon, coll. Nuit blanche no 23, 1963 ; réédition, Paris, Presses de la Cité, coll. Punch no 39, 1973
- The Gentlemen Reform (1961) Publié en français sous le titre Noblesse par effraction, Paris, Plon, coll. Nuit blanche no 39, 1963 ; réédition, Paris, Presses de la Cité, coll. Punch no 63, 1974
- The Gentlemen at Large (1962)

#### SérieCounterpol / Kim Smith
- Counterpol (1963)
- Counterpol in Paris (1964)

#### Autres romans
- Queer Fish (1958)
- Bitter Fortune (1959)
- The Midas Touch (1960)
- Negative Value (1960)
- Vendetta (1961)
- Inside Job (1961) Publié en français sous le titre Panique à l’hôtel, Paris, Presses internationales, coll. Inter-Police no 74, 1961
- Fatal Error (1962) Publié en français sous le titre Fatale Erreur, Paris, Librairie des Champs-Élysées, Le Masque no 843, 1964
- The Catch (1964)
- The Good Citizens (1965)
- The Disposal Unit (1966)
- The Gusher (1967)
- Painted Lady (1967)
- Breakdown (1968)
- The Fourth Grave (1969)
- The Shakespeare Curse (1969)
- Kidnap (1970)
- The Big Job (1970)
- Golden Fleece (1972)
- Mysterious Way (1972)
- The Trade of Kings (1974)

#### Romans de science-fiction
- White August (1955)
- No Refuge (1956)
- Operation Red Carpet (1959)
- Holocaust (1974)

### Nouvelles
- A New Angle (1949)
- Sheer Robbery (1949)
- The Immigrant (1956)
- Herma (1956)
- Manhunter (1957)
- Fabulous Photographer (1957)
- The Man from Toombla (1957)
- Doat Age (1957)
- Straight from the Horse’s Mouth (1957)
- The Wire Tappers (1957)
- Secret Weapon (1958)
- The Picture (1958)
- Cheng-Yu (1958) Publié en français sous le titre Chen-Yu, Paris, Opta, Alfred Hitchcock magazine no 17, septembre 1962 ; réédition dans Histoires macabres, Paris, Le Livre de poche no 3003, 1969 ; réédition, Paris, Hachette-Jeunesse, coll. Vertige no 1308, 1998
- As They Remember Me (1965)
- Suddenly Each Summer (1966)
- A Man Walking Tall (1966)
- Death By My Friend (1967)
- The Outsiders (1967)
- The Samaritain (1967)
- I.O.U. (1968)
- So Long to Remember (1969)

### Théâtre
- Swag (1971)
- Gottle (1972)
- Murder in Company (1973), en collaboration avec Philip King
- Elementary My Dear (1975), en collaboration avec Philip King
- Who Says Murder? (1975), en collaboration avec Philip King

### Autres publications
- The New Writer’s Guide: Free-Lance Journalism (1960)
- Short Story Writing ou Short Story Technique (1960)

## Adaptation cinématographique
- 1960 : Hold-up à Londres (The League of Gentlemen) de Basil Dearden, d’après le roman Braquez, messieurs !, avec Jack Hawkins et Nigel Patrick.

## Sources
- Jacques Baudou et Jean-Jacques Schleret, Le Vrai Visage du Masque, vol. 1, Paris, Futuropolis, 1984, 476 p. (OCLC 311506692), p. 72-73.
- Claude Mesplède (dir.), Dictionnaire des littératures policières, vol. 1 : A - I, Nantes, Joseph K, coll. « Temps noir », 2007, 1054 p. (ISBN 978-2-910-68644-4, OCLC 315873251), p. 253-254.
- (en) John M. Reilly (Ed.), Twentieth-century crime and mystery writers, New York, St. Martin's Press, coll. « Twentieth-century writers of the English language », 1982 (réimpr. 1991), 2e éd., 1568 p. (ISBN 978-0-312-82417-4, OCLC 6688156), p. 87-89.